# Reicheltia
Reicheltia is een monotypisch geslacht van straalvinnige vissen uit de familie van kogelvissen (Tetraodontidae).

## Soort
- Reicheltia halsteadi (Whitley, 1957)